# Semiothisa maligna
Semiothisa maligna là một loài bướm đêm trong họ Geometridae.